# Juan Rulfo

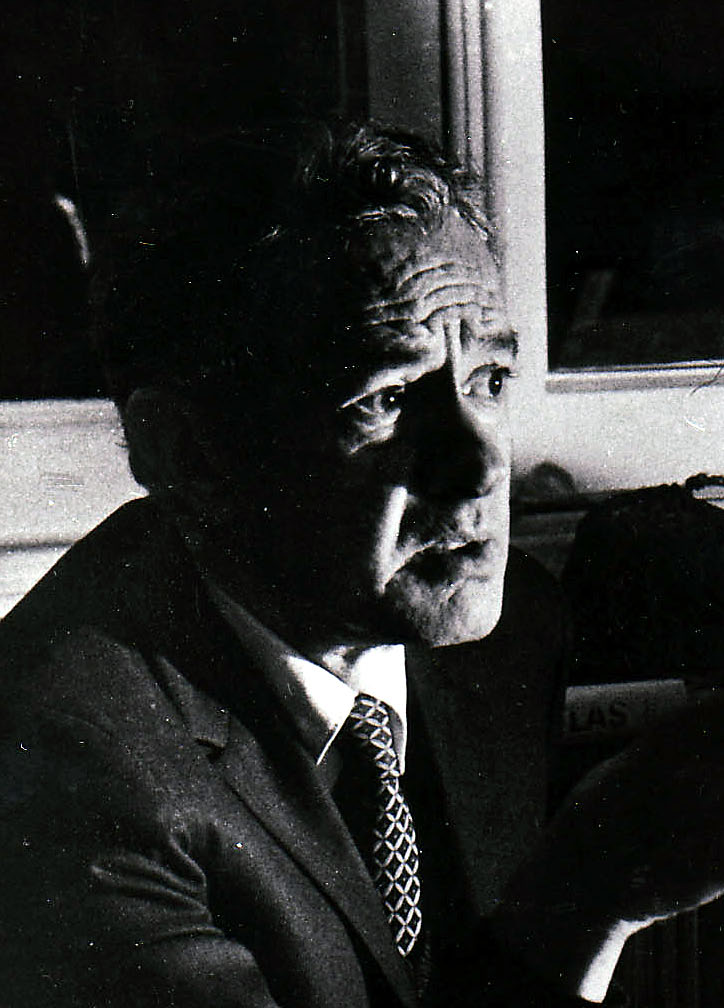
Juan Rulfo

Juan Rulfo, född 16 maj 1917 i Sayula, Jalisco, död 7 januari 1986 i Mexico City, var en mexikansk författare. Han skrev två böcker, novellsamlingen El llano en llamas (Slätten i lågor) och romanen Pedro Páramo, båda under 1950-talet. Båda har mött stor uppskattning bland läsare och har även utgjort en inspirationskälla för andra författare, däribland Gabriel García Márquez. Utöver böckerna skrev Rulfo bland annat manus för film och tv.

## Utgivet på svenska
- Pedro Páramo. översättning Karin Alin. Geber. 1960. Libris 448086
- Slätten i lågor. översättning Margareta Marin och Lars Axelsson. Nordan. 1984. Libris 7658554. ISBN 9177020863
- Slätten i lågor. översättning Annakarin Thorburn. Lindelöws bokförlag. 2024. Libris 9ths03x575cznzk4. ISBN 9789188753779
- Pedro Páramo. översättning Blank Yvonne. Lindelöws bokförlag. 2024. Libris 5nqp0b3r3j5wsx9w. ISBN 9789188753762